# Selección juvenil de rugby de las Bahamas
La selección juvenil de rugby de Bahamas es el equipo que representa a ese país en competiciones de rugby y es regulado por la Bahamas Rugby Football Union.

## Reseña histórica
Ha participado en tres ocasiones en el torneo juvenil organizado por el Ente regional de América del Norte y el Caribe, la categoría del certamen es M19.

## Participación en copas

### Campeonato MundialM20
- No ha clasificado

### Trofeo MundialM20
- No ha clasificado

#### RAN M19
- 2006 al 2008: No participó
- Nawira M19 2009: 3° puesto Trophy
- NACRA M19 2010: 4° puesto
- 2011 al 2015: No participó
- RAN M19 2016: 8° puesto
- RAN M19 2017: No participó
- RAN M19 2018: No participó
- RAN M19 2019: No participó